# Desastre de Honda Point
El Desastre de Honda Point es la mayor pérdida de buques en tiempo de paz de la Armada de los Estados Unidos.  En la mañana del 8 de septiembre de 1923, siete destructores, encallaron en Honda point, pocas millas al norte del canal de Santa Bárbara, en la costa del condado de Santa Bárbara, California, mientras navegaban a 20 nudos. Encallaron además otros dos buques, que pudieron maniobrar para quedar libres de las rocas. Perdieron la vida un total de veintitrés tripulantes

## Incidente
Los catorce buques de la escuadra de destructores 11 (DESRON 11) zarparon desde la  bahía de San Francisco con rumbo a la bahía de San Diego a finales de verano de 1923.  La escuadra, estaba bajo el mando del Comodoro Edward H. Watson, con  insignia en el destructor  USS Delphy.  Todos los buques del DESRON 11, eran destructores de la clase Clemson, de menos de cinco años de antigüedad. Los buques tomaron rumbo este 095, supuestamente, para adentrarse en el canal de Santa Bárbara a las 21:00.
Los buques navegaban por estima, que consiste en ir estimando su posición según el rumbo y velocidad que se lleva. En esa época, las ayudas a la navegación por radio, no estaban totalmente implementadas. El USS Delphy estaba equipado con radiorreceptor de navegación, pero el navegante y el capitán, ignoraron las indicaciones recibidas, al creerlas erróneas. No se tomó así mismo la precaución de sondar, ya que para ello, los buques debían navegar a baja velocidad mientras se realizaban las medidas. Los buques estaban realizando un ejercicio simulando condiciones de guerra, por lo que finalmente, la decisión de navegar por estima acabó siendo un error fatal.
El mismo día, el buque correo SS Cuba encalló cerca.  Algunos, atribuyen estos incidentes a las inusuales condiciones provocadas por el  Gran terremoto de Kantō de la semana anterior.

### Buques involucrados
Buques perdidos:

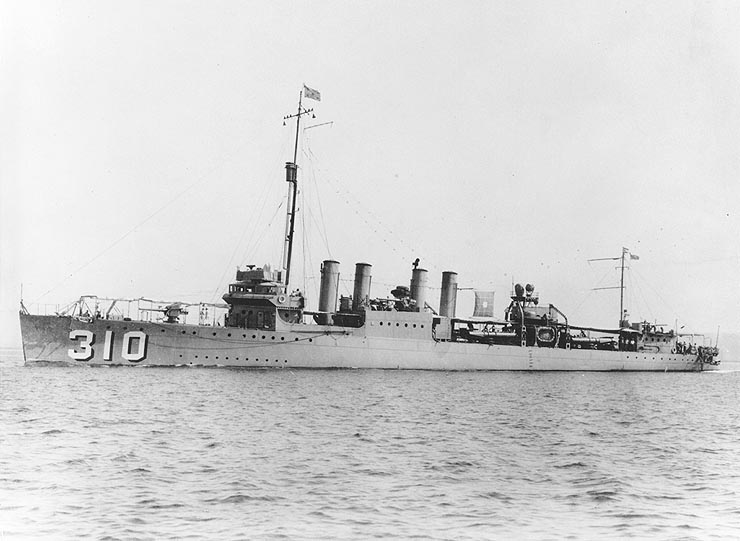
USS S. P. Lee (DD-310)

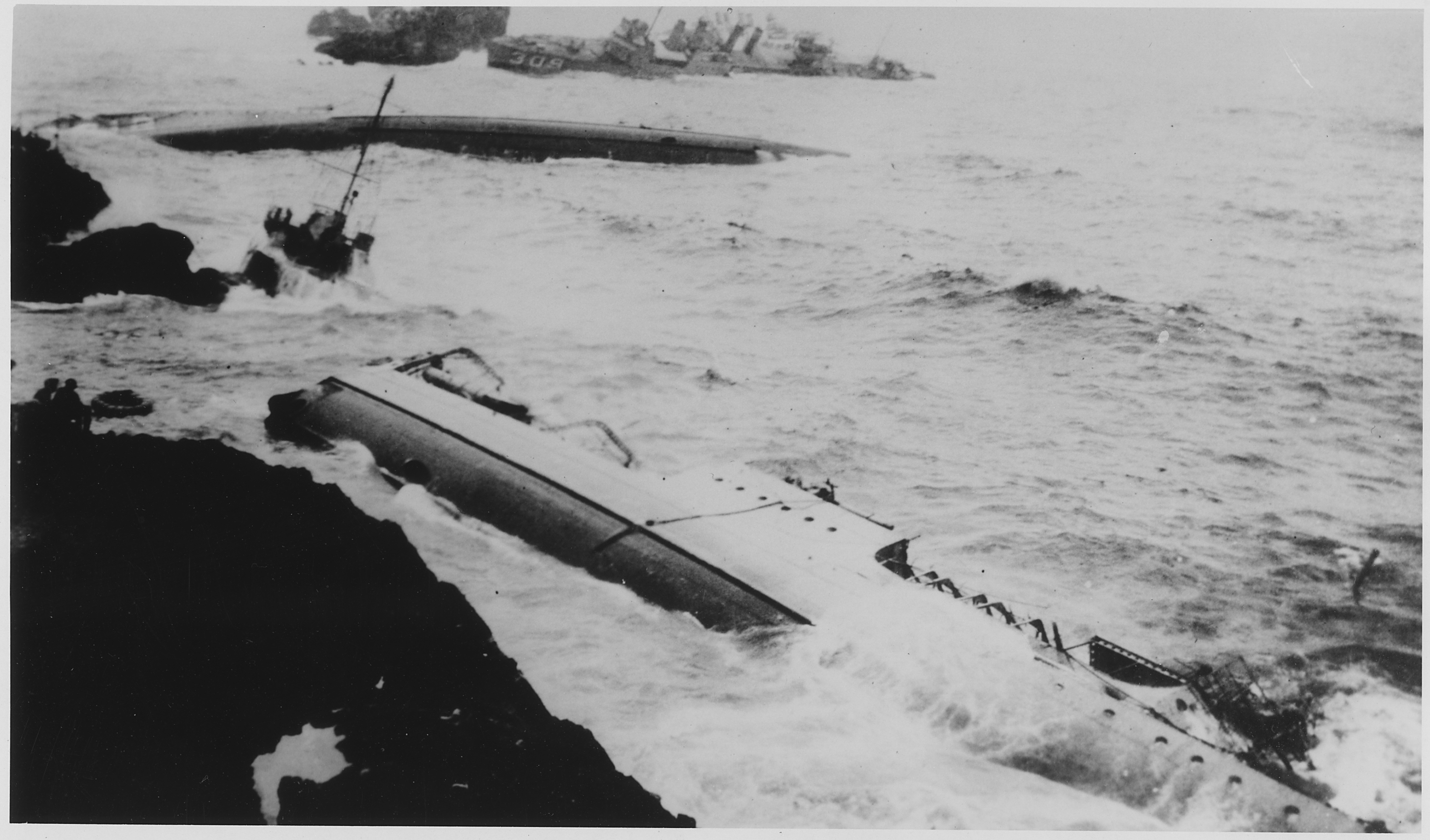
En primer plano el USS Delphy partido en dos y detrás otros 3 destructores encallados.

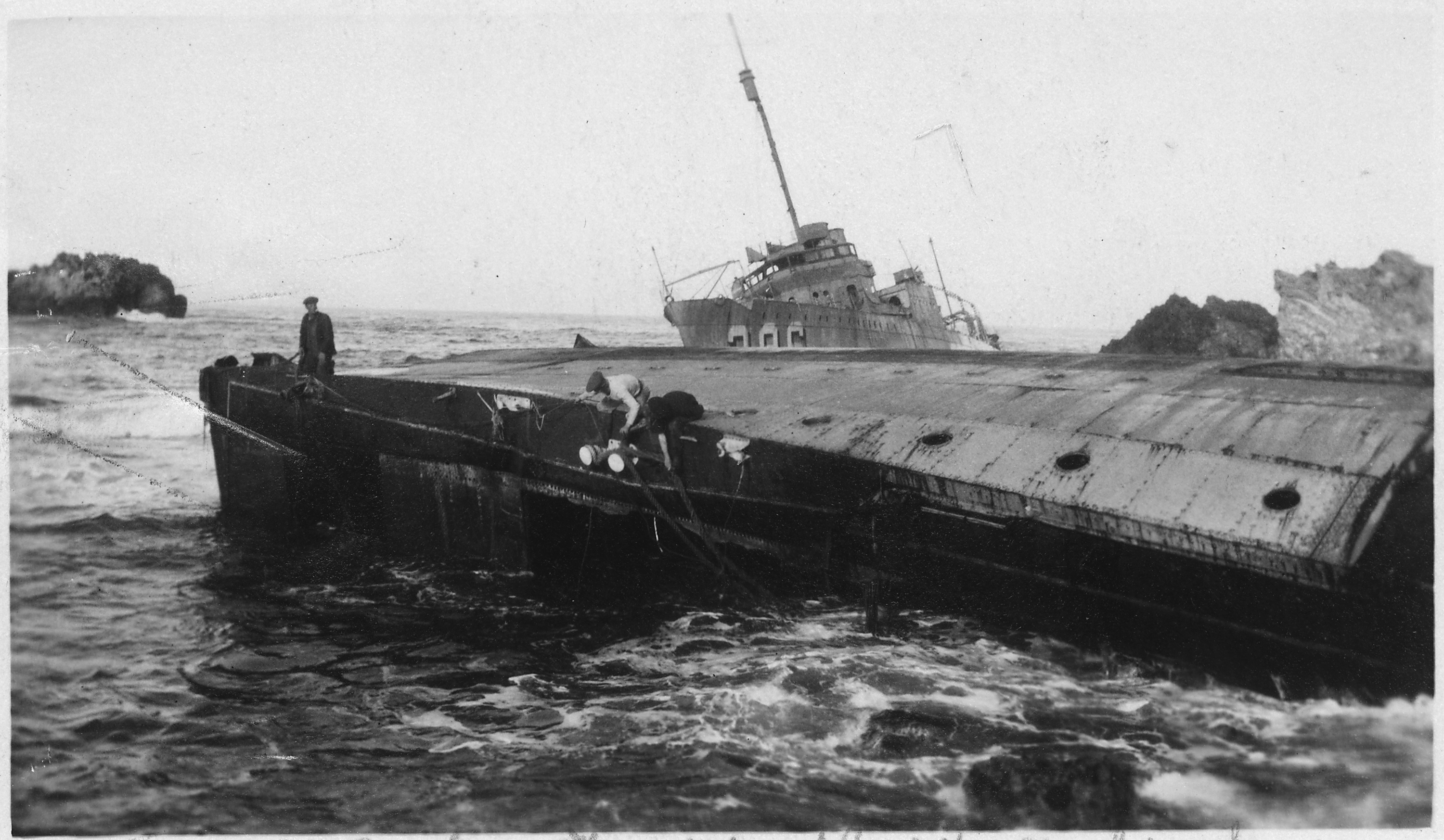
USS Woodbury encallado.

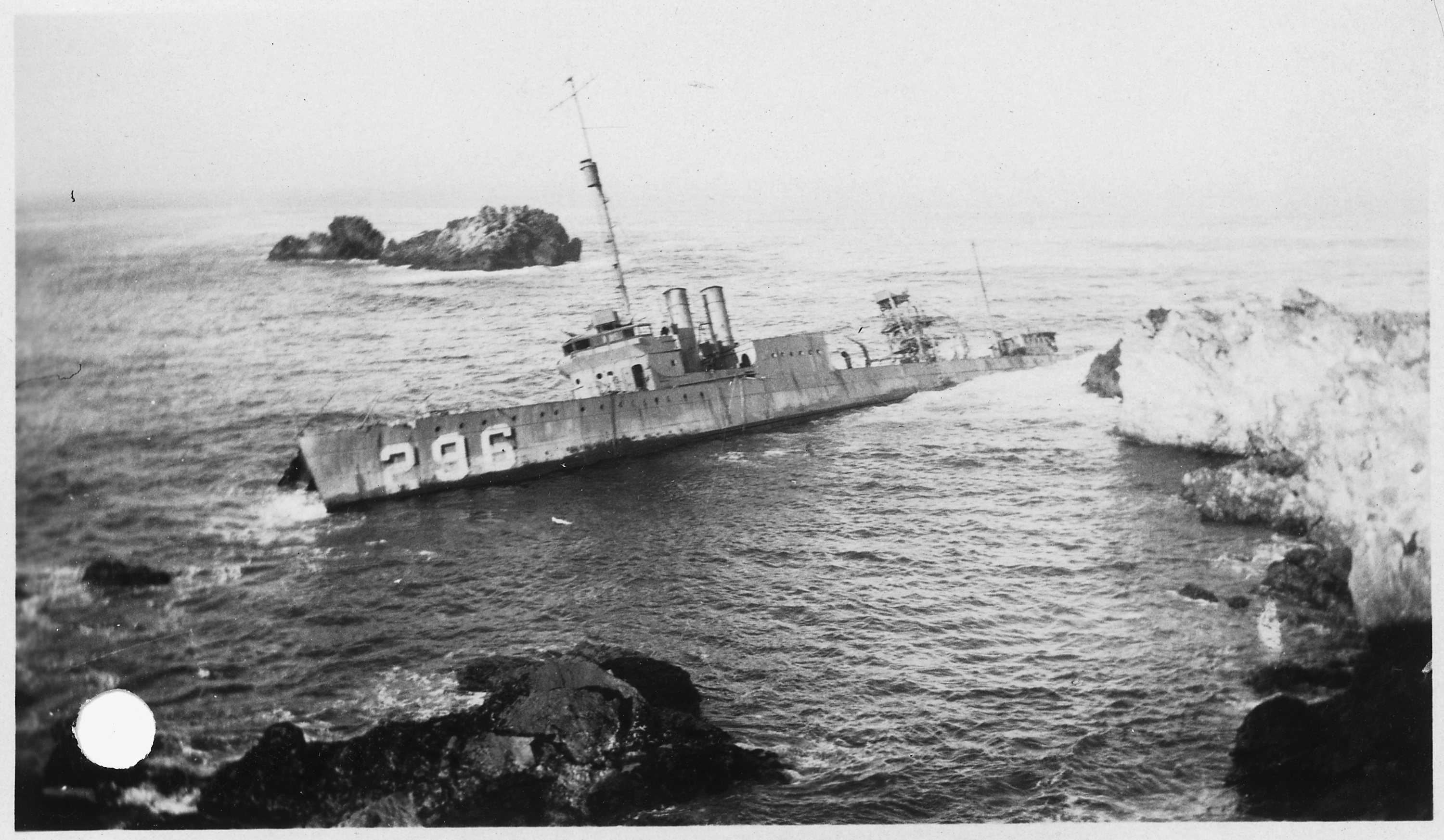
USS Chauncey encallado.

- USS Delphy (DD-261) buque insignia y en cabeza de la línea de fila.  Encalló cuando navegaba a 20 nudos.  Tras encallar, hizo sonar la sirena para alerta al resto de la línea de fila y con ello, intentar evitar la tragedia.  Se produjeron a bordo tres bajas.  A bordo del  Delphy, iba un civil Eugene Dooman, experto en Japón del departamento de estado, como invitado del capitán  Watson, a quien había conocido en Japón.
- USS S. P. Lee (DD-310) segundo de la columna, a apenas 90 metros de la popa del anterior, y.  Tras la repentina parada del Delphy, cayó a babor en respuesta.  Encalló en la costa.
- USS Young (DD-312) no efectuó ninguna caída.  Impactó contra las rocas sumergidas.  El agua comenzó a entrar y volcó sobre su costado de estribor en pocos minutos.  Tuvo 20 bajas.
- USS Woodbury (DD-309) cayó a estribor, pero encalló en las rocas de la costa.
- USS Nicholas (DD-311) cayó a babor, y también impactó contra las rocas.
- USS Fuller (DD-297) encalló cerca del Woodbury.
- USS Chauncey (DD-296) mientras intentaba rescatar a los tripulantes del volcado Young. Encalló cerca de él.

Buques dañados y recuperados:
- USS Farragut (DD-300) encalló, pero fue capaz de liberarse por sus medios.
- USS Somers (DD-301) sufrió daños leves.

Buques que evitaron las rocas:
- USS Percival (DD-298)
- USS Kennedy (DD-306)
- USS Paul Hamilton (DD-307)
- USS Stoddert (DD-302)
- USS Thompson (DD-305)

### Consejo de guerra

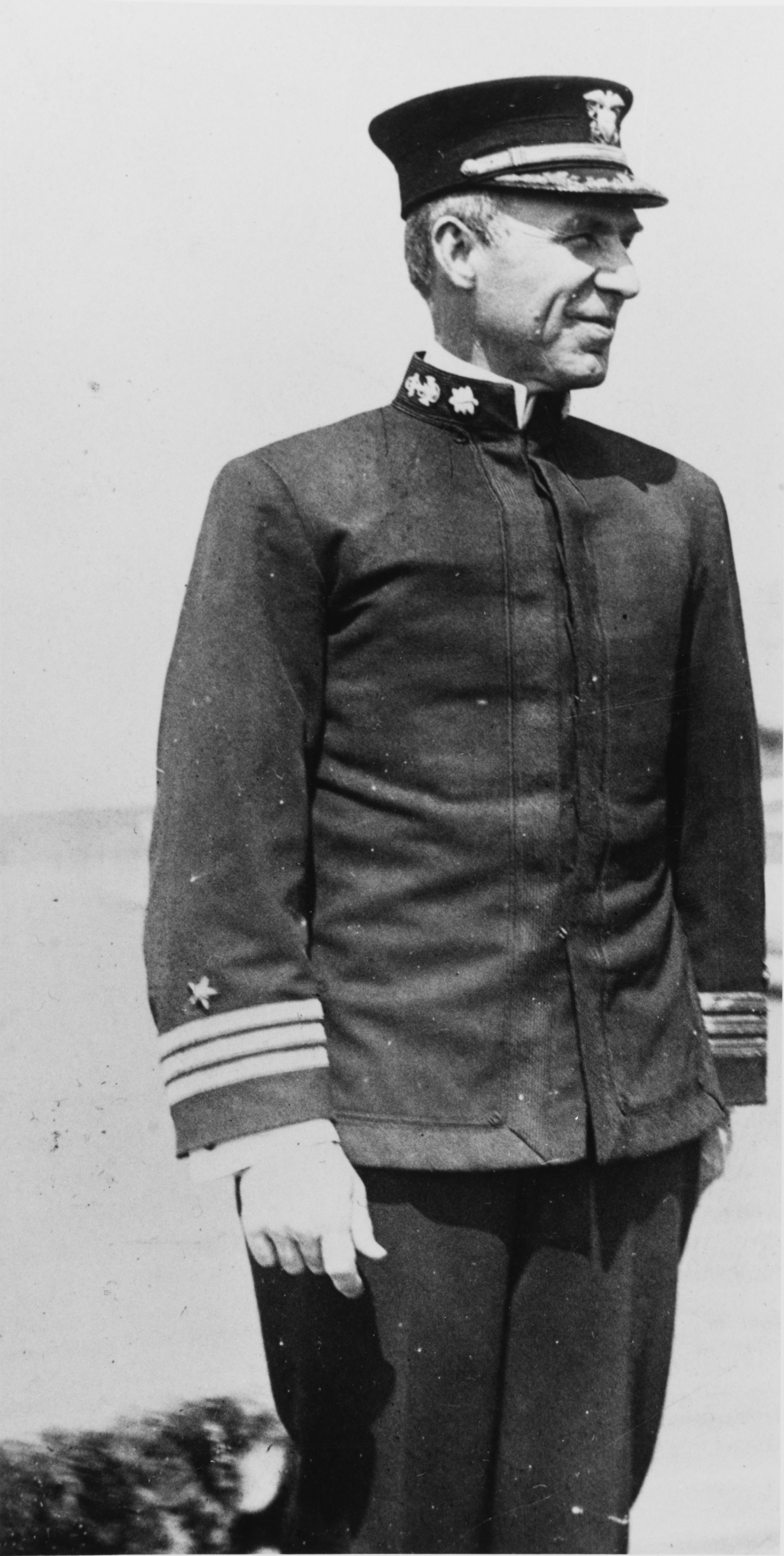
Capitán E.H. Watson, en 1915

Finalmente, un consejo de guerra de la Armada, dictaminó que el desastre se debió al fallo del comodoro y de los navegantes de los  buques. Asimismo, también asignaron responsabilidades a los capitanes de cada buque, siguiendo la tradición que dicta que la primera responsabilidad de un capitán es su propio buque, incluso cuando este es parte de una formación.

### Honda Point hoy
Honda Point, también llamado Point Pedernales, se localiza en la costa perteneciente a la base aérea de Vandenberg, California, a la que pertenece desde hace más de seis décadas. Hay una placa y un memorial de los buques en el lugar. El memorial incluye la campana de uno de los destructores. Un eje y una hélice de otro de los destructores está expuesta en el Veterans' Memorial Building, de la cercana localidad de Lompoc.